# Belledonne-hegység
A Belledonne-hegység (franciául: La chaîne de Belledonne) egy hegylánc a Franciaország délkeleti részén fekvő Dauphéi-Alpokban. A hegység déli része a Grenoble városa fölé tornyosuló híres hegylánc.

## Földrajza
A 10 kilométer széles és 60 kilométer hosszú hegység Grenoble-tól mintegy 15 kilométernyire délkeletre kezdődik, és északkeleti irányt követve Aiguebelle városa közelében ér véget. A hegyláncot völgyek, nyugatról az Isère, északról az Arc, délről pedig a Romanche folyók völgyei határolják. A hegyláncban tizenhat 2500 méter fölötti csúcs található, ezek közül a legmagasabb a 2977 méteres magasságig törő Grand Pic de Belledonne nevű csúcs. A hegycsúcsokról 10 gleccser kúszik alá és 26 tó is található területén, a legmagasabban lévő tó tükörszintje 2400 méter fölötti.
A hegységben nincsenek élesen elkülönülő tájak, hegytömbök. A francia földrajz a hegységet északról dél felé haladva az alábbi kistájakra bontja:
- Grand Arc
- Lauzière
- Sept-Laux
- Belledonne környék
- Taillefer.[1]

A hegység nagyobbik része Isère, míg északkeleti szeglete Savoie megyéhez tartozik.

### Legmagasabb csúcsok
- Le Grand Pic de Belledonne, 2977 m. (Legmagasabb csúcs)
- La Croix de Belledonne, 2929 m.
- Le Rocher Blanc, 2927 m.
- Les Aiguilles de l’Argentière, 2915 m.
- Le Rocher Badon, 2912 m.
- La Pyramide, 2912 m.
- Le Puy Gris, 2908 m.
- Le Bec d'Arguille, 2891 m.
- L’Aiguille d’Olle, 2885 m.
- Le Rocher d’Arguille, 2885 m.

### Legmagasabban elhelyezkedő tavak
- Lac de la Croix, 2415 m.
- Lac du Grand Doménon, 2385 m.
- Lac du Petit Doménon, 2380 m.
- Lac de l’Agnelin, 2327 m.
- Lac du Cos, 2182 m.
- Lac de Belledonne, 2163 m.
- Lac Blanc, 2161 m.
- Lac Jeplan, 2144 m.
- Lac de la Folle, 2142 m.
- Lac de la Motte, 2128 m.

## Fordítás
- Ez a szócikk részben vagy egészben a Belledonne című német Wikipédia-szócikk ezen változatának fordításán alapul.  Az eredeti cikk szerkesztőit annak laptörténete sorolja fel. Ez a jelzés csupán a megfogalmazás eredetét és a szerzői jogokat jelzi, nem szolgál a cikkben szereplő információk forrásmegjelöléseként.
- Ez a szócikk részben vagy egészben a Belledonne című angol Wikipédia-szócikk ezen változatának fordításán alapul.  Az eredeti cikk szerkesztőit annak laptörténete sorolja fel. Ez a jelzés csupán a megfogalmazás eredetét és a szerzői jogokat jelzi, nem szolgál a cikkben szereplő információk forrásmegjelöléseként.